# انگوین وان تونگ
انگوین وان تونگ (انگلیسی: Nguyễn Văn Tùng؛ زادهٔ ۲ ژوئن ۲۰۰۱) بازیکن فوتبال اهل ویتنام است.
وی همچنین در تیم‌های ملی فوتبال زیر ۲۳ سال ویتنام و ویتنام بازی کرده‌است.